# Glacidorbidae
Glacidorbidae zijn een familie van in zoetwater levende slakken.

## Geslachten
- Benthodorbis Ponder & Avern, 2000
- Glacidorbis Iredale, 1943
- Gondwanorbis Ponder, 1986
- Patagonorbis Rumi & Gutiérrez Gregoric, 2015
- Striadorbis Ponder & Avern, 2000
- Tasmodorbis Ponder & Avern, 2000